# Pteridopathes tanycrada
Pteridopathes tanycrada är en korallart som beskrevs av Opresko 2004. Pteridopathes tanycrada ingår i släktet Pteridopathes och familjen Aphanipathidae. Inga underarter finns listade i Catalogue of Life.